# The Shaggs
The Shaggs var en amerikansk musikgrupp bestående av tre systrar, Betty, Dorothy och Helen Wiggin från Fremont, New Hampshire.

## Historik
Bandet skapades av flickornas pappa, vars mamma, när han var ung, hade förutspått att han skulle få döttrar som skulle bli framgångsrika musiker. Han lyckades ordna några spelningar åt dem och ordnade så att de fick spela in en skiva. 1969 släppte de skivan Philosophy of the World som trycktes i 1000 exemplar, men personen som tryckte dem försvann tillsammans med 900 av dessa. Resten skickades runt till radiostationer men förblev till stor del ospelade. 
De flesta av låtarna var egenkomponerade låtar, som helt tycks sakna versmått. De musikaliska insatserna är i regel falska och ur takt. De spelade även in ett antal covers, bland annat Paper Roses.
Med tiden fick gruppen dock en viss kultstatus. Frank Zappa sa till exempel att bandet var "bättre än Beatles" och Kurt Cobain listade Philosophy of the World som en av hans favoritskivor. År 1999 spelade bandet (förutom Helen) som förband åt bandet NRBQ. Samma år köpte Artisan Entertainment filmrättigheterna till bandets historia. 2001 släpptes en hyllningsskiva med covers av bandets låtar och 2003 gjordes en musikal om bandet.

## Medlemmar
- Dorothy "Dot" Wiggin — sång, gitarr (1968–1975, 1999)
- Betty Wiggin — gitarr, sång (1968–1975, 1999)
- Helen Wiggin — trummor (1968–1975) (avliden 2006)
- Rachel Wiggin — basgitarr (1969–1975)
- Tom Ardolino — trummor (1999) (avliden 2012)
- Austin Wiggin Jr. – sång (1973)
- Robert Wiggin – sång (1973)

## Diskografi
Studioalbum
- Philosophy of the World (1969)
- Shaggs' Own Thing (1982)

Singlar
- "My Pal Foot Foot" / "Things I Wonder" (1969 som "The Shags")

Samlingsalbum
- The Shaggs (1988)

Hyllningsalbum
- Better Than The Beatles: A Tribute to The Shaggs (2001)